# Parallel park
『parallel park』（パラレル・パーク）は、tacicaの1枚目のオリジナルアルバム。2008年4月16日にLilBalletよりリリース。後、2008年10月1日にSME Recordsより再リリースした。

## 解説
tacica初のフルアルバム。
前作『Human Orchestra』の最初のリリースから約1年2ヶ月ぶりのアルバムで、再リリースでのメジャーデビューアルバムである。
ミニアルバム『Human Orchestra』収録曲の「HERO」、自主レーベルを立ち上げリリースされたシングルの表題曲「黄色いカラス」を含む全10曲を収録。

## 収録曲
(#4は作詞：猪狩翔一 作曲：tacica/#10は作詞：猪狩翔一 作曲：猪狩翔一、小西悠太/他は全て作詞・作曲：猪狩翔一)
1. ヌーの休日 [2:05]
2. ゼンマイ [4:35]
3. 人間1/2 [3:47]
4. HERO [4:12]
1stミニアルバム収録曲。
5. 黄色いカラス [3:30]
1stシングル表題曲。
6. サカナヒコウ [5:16]
7. ウソツキズナミダ [4:26]
8. バク [4:28]
9. Silent Frog [3:49]
10. アースコード(ver.118STG) [6:15]
1stシングルc/w曲のアルバムバージョン。